# Асмик Папян
Асмик Папян, позната още като Ани Арутюновна Папян (на арменски: Հասմիկ Պապյան; род. 1961) е съветска и арменска оперна певица. Вестник "The Washington Post я нарича „най-добрата жива Норма“.

## Биография
Родена е на 2 септември 1961 г. в Ереван, Арменска ССР.
През 1982 г. завършва Ереванската държавна консерватория. Комитас за цигулка, а през 1985 г. – вокален факултет (ръководител на М. А. Харутюнян). Професионална кариера на Ани Папян е в Ереванския оперен театър за опера и балет, „Спендирова“. Има изпълнения в СССР и в чужбина. През 1993 г., след като печели няколко международни конкурси, е поканена в операта в Болония.
Ани Арутюновна пее много оперни роли в много театри по света, сред които: Дона Анна в „Дон Жуан“, Рейчъл в „Жидовка“, Леонор в „Силата на съдбата“, Абигайл в „Набуко“, Лиза в „Пикова дама“ и главни партии в „Копнеж“ и „Аиде“ във Виенската държавна опера; Абигайл в „Набуко“ в милански „Ла Скала“, ролята на Аиды в барселонски Театър дел Liceu; Матилда във „Вилгелме Теле“ и Лиза в „Пикова дама“ в парижката Опера на Бастилията; Хадес, Норма, лейди Макбет и Леонор в „Трубадуре“ в нюйоркската Метрополитън опера. Декорация на репертоара на певицата е партия на Норма в „Норма“ от Винченцо Белини, която тя повтаря в много градове в Европа и в САЩ.
По времето, през което притежава зелената зала, кариерата на Ани Папян е обвързана с много световни оперни звезди.
Певицата живее във Виена и застава на сцената на Виенската държавна опера, Метрополитън опера. Периодично изнася концерти ѝ в родината си.

## Награди
- Ани Папян е назначен за културен посланик на Армения за нейния принос в развитието на арменската култура.
- Удостоена е със званието Народна артистка на Армения през 2004 година.
- През 2005 г. по инициатива на Католикоса на всички арменци Гарегина II е награден с орден „Святые Саак и Месроп“.